# Piper iquitosense
Piper iquitosense är en pepparväxtart som beskrevs av William Trelease. Piper iquitosense ingår i släktet Piper och familjen pepparväxter. Inga underarter finns listade i Catalogue of Life.